# Трохоида
Трохо́ида (от греч. τροχοειδής — колесообразный) — Общее название циклоидальных кривых, которые описывает точка, находящаяся внутри или вне круга, катящегося без скольжения по направляющей, плоская трансцендентная кривая.
Если направляющая — прямая линия, то трохоида является циклоидой, если направляющая круг, то трохоида будет являться гипотрохоидой (качение происходит по внутренней стороне направляющего круга) или эпитрохоидой (качение происходит по внешней стороне направляющего круга).

## Уравнения
Параметрические уравнения:
{\displaystyle x=rt-h\cdot \sin t}
{\displaystyle y=r-h\cdot \cos t}
где {\displaystyle h} — расстояние точки от центра окружности, r — радиус окружности; окружность катится по прямой, совпадающей с горизонтальной осью координат.

## Примеры
Если {\displaystyle h=r} трохоида переходит в циклоиду. При {\displaystyle h>r} трохоиду называют удлинённой циклоидой, а при {\displaystyle h<r} — укороченной циклоидой.
| - Удлинённая циклоида {\displaystyle r=1,h=1.5} - Укороченная циклоида {\displaystyle r=1,h=0.8} |

Укороченные циклоиды описывает любая точка катящегося колеса, расположенная внутри его обода. Колёса железнодорожного транспорта, трамваев и т. п. имеют реборды (выступающие гребни, не дающие вагону сойти с рельсов); точки, расположенные на ребордах, описывают удлинённую циклоиду.
Практическая реализация в электровакуумных приборах — трохотронах, в которых электроны перемещаются по трохоидальным кривым.
Также трохоидальное зацепление используется в героторных гидромашинах, являющихся разновидностью шестерённых гидромашин.